# Rick Green
Richard Douglas Green (* 20. února 1956 Belleville, Ontario) je bývalý kanadský hokejový obránce a trenér.

## Hráčská kariéra
S juniorským hokejem začínal hrát v OHA za London Knights. Po poslední sezóně 1975/76 byl vybrán do prvního All-Star týmu a byl draftován v roce 1976 v NHL týmem Washington Capitals v 1. kole (celkově 1.) a také byl draftován ve WHA týmem Quebec Nordiques v 1. kole (celkově 10.).
Od sezóny 1976/77 působil v NHL jako defenzivně obránce v Capitals, kde strávil šest let. Vzhledem k tomu, že s týmem se ani jednou neprobojoval do playoff, si zahrál v mistrovství světa v roce 1979, 1981 a 1982 a v MS 1982 získal s Kanadskou hokejovou reprezentaci bronzovou medaili.
V 9. září 1982 byl vyměněn společně se spoluhráčem Ryanem Waltrem do týmu Montreal Canadiens za Roda Langwaye, Briana Engbloma a Craiga Laughlina. V Montrealu hrál vrcholový hokej své kariéry a pomohl k zisku Stanley Cupu v sezóně 1985/86. Díky jeho skvělé hře v obraně si zahrál v Rendez-vous '87. V jeho poslední sezóně v Canadiens se probojovali až do finále Stanley Cupu v sezóně 1988/1989. Poté ho tížilo zranění a odešel do Evropy kdy stihl závěr sezóny 1989/90 v Italské nejvyšší soutěži Lega Italiana Hockey Ghiaccio v týmu HC Merano. Po sezóně se připravoval na své poslední mistrovství světa v roce 1990, kdy s Kanadou obsadil 4. místo.
Po mistrovství světa se vrátil zpět do zámoří kde měl stále platnou smlouvu s Canadiens. 15. června 1990 byl vyměněn do týmu Detroit Red Wings za páté kolo draftu (Brad Layzell). V Detroitu Red Wings odehrál celou sezónu 1990/91 v které odehrál 65 zápasů.
26. května 1991 byl vyměněn do týmu New York Islanders za Alana Kerra a budoucí vyrovnání. V New York Islanders si zahrál jenom čtyři zápasy. Poté v roce 1992 ukončil hráčskou kariéru.

## Trenérská kariéra
Po skončení hráčské kariéry zůstal u Islanders a stal se asistent trenéra až do druhé poloviny 90 let, kdy odešel za bývalým spoluhráčem Larrym Robinsonem do týmu Los Angeles Kings kde působil jako asistent. V roce 2001 se vrátil do Canadiens jako asistent trenéra.

## Ocenění a úspěchy
- 1976 OMJHL - První All-Star Tým
- 1976 OMJHL - Max Kaminsky Trophy
- 1987 NHL - All-Star Game (Rendez-vous '87)

## Prvenství
- Debut v NHL - 5. října 1976 (Washington Capitals proti Atlanta Flames)
- První asistence v NHL - 9. listopadu 1976 (Washington Capitals proti Vancouver Canucks)
- První gól v NHL - 21. listopadu 1976 (Washington Capitals proti Colorado Rockies)

## Rekordy
Klubový rekord Washington Capitals
- celkově v získaných bodech za pobyt na ledě +/- (-137)

## Klubové statistiky
| Sezóna       | Klub                | Soutěž       |     | Základní část | Základní část | Základní část | Základní část | Základní část |   | Play off | Play off | Play off | Play off | Play off |
| Sezóna       | Klub                | Soutěž       | Z   | G             | A             | B             | TM            | Z             | G | A        | B        | TM       |          |          |
| 1972/1973    | London Knights      | OHA          | 8   | 0             | 1             | 1             | 2             | —             | — | —        | —        | —        |          |          |
| 1973/1974    | London Knights      | OHA          | 65  | 6             | 30            | 36            | 45            | —             | — | —        | —        | —        |          |          |
| 1974/1975    | London Knights      | OMJHL        | 65  | 8             | 45            | 53            | 68            | —             | — | —        | —        | —        |          |          |
| 1975/1976    | London Knights      | OMJHL        | 61  | 13            | 47            | 60            | 69            | 5             | 1 | 0        | 1        | 4        |          |          |
| 1976/1977    | Washington Capitals | NHL          | 45  | 3             | 12            | 15            | 16            | —             | — | —        | —        | —        |          |          |
| 1977/1978    | Washington Capitals | NHL          | 60  | 5             | 14            | 19            | 67            | —             | — | —        | —        | —        |          |          |
| 1978/1979    | Washington Capitals | NHL          | 71  | 8             | 33            | 41            | 62            | —             | — | —        | —        | —        |          |          |
| 1979/1980    | Washington Capitals | NHL          | 71  | 4             | 20            | 24            | 52            | —             | — | —        | —        | —        |          |          |
| 1980/1981    | Washington Capitals | NHL          | 65  | 8             | 23            | 31            | 91            | —             | — | —        | —        | —        |          |          |
| 1981/1982    | Washington Capitals | NHL          | 65  | 3             | 25            | 28            | 93            | —             | — | —        | —        | —        |          |          |
| 1982/1983    | Montreal Canadiens  | NHL          | 66  | 2             | 24            | 26            | 58            | 3             | 0 | 0        | 0        | 2        |          |          |
| 1983/1984    | Montreal Canadiens  | NHL          | 7   | 0             | 1             | 1             | 7             | 15            | 1 | 2        | 3        | 33       |          |          |
| 1984/1985    | Montreal Canadiens  | NHL          | 77  | 1             | 18            | 19            | 30            | 12            | 0 | 3        | 3        | 14       |          |          |
| 1985/1986    | Montreal Canadiens  | NHL          | 46  | 3             | 2             | 5             | 20            | 18            | 1 | 4        | 5        | 8        |          |          |
| 1986/1987    | Montreal Canadiens  | NHL          | 72  | 1             | 9             | 10            | 10            | 17            | 0 | 4        | 4        | 8        |          |          |
| 1987/1988    | Montreal Canadiens  | NHL          | 59  | 2             | 11            | 13            | 33            | 11            | 0 | 2        | 2        | 2        |          |          |
| 1988/1989    | Montreal Canadiens  | NHL          | 72  | 1             | 14            | 15            | 25            | 21            | 1 | 1        | 2        | 6        |          |          |
| 1989/1990    | HC Merano           | LIHG         | 9   | 2             | 6             | 8             | 2             | 10            | 3 | 6        | 9        | 4        |          |          |
| 1990/1991    | Detroit Red Wings   | NHL          | 65  | 2             | 14            | 16            | 24            | 3             | 0 | 0        | 0        | 0        |          |          |
| 1991/1992    | New York Islanders  | NHL          | 4   | 0             | 0             | 0             | 0             | —             | — | —        | —        | —        |          |          |
| Celkem v NHL | Celkem v NHL        | Celkem v NHL | 845 | 43            | 220           | 263           | 588           | 100           | 3 | 16       | 19       | 73       |          |          |

## Reprezentace
| Rok         | Tým         | Soutěž      | Z  | G | A | B | TM |
| ----------- | ----------- | ----------- | -- | - | - | - | -- |
| 1979        | Kanada      | MS          | 8  | 1 | 1 | 2 | 2  |
| 1981        | Kanada      | MS          | 7  | 1 | 3 | 4 | 2  |
| 1982        | Kanada      | MS          | 9  | 0 | 3 | 3 | 2  |
| 1990        | Kanada      | MS          | 10 | 0 | 0 | 0 | 2  |
| Celkem v MS | Celkem v MS | Celkem v MS | 34 | 2 | 7 | 9 | 0  |